# NGC 2388
NGC 2388 je galaksija u zviježđu Blizancima.

## Vanjske poveznice
- SEDS: NGC 2388